# Liure
Liure est une municipalité du Honduras, située dans le département de El Paraíso. Elle est fondée en 1886. La municipalité de Liure comprend 6 villages et 82 hameaux.

## Crédit d'auteurs
- (en) Cet article est partiellement ou en totalité issu de l’article de Wikipédia en anglais intitulé « Liure » (voir la liste des auteurs).